# Geráki (Héraklion)
Geráki, en grec moderne : Γεράκι est un village du dème de Minóa Pediáda, en Crète, en Grèce. Selon le recensement de 2001, la population de Geráki compte 375 habitants. Il est situé à une altitude de 520 m et à 48,9 km de Héraklion.